# Xylotrechus capricornus
Xylotrechus capricornus es una especie de escarabajo longicornio del género Xylotrechus. Fue descrita científicamente por Gebler en 1830.
Se distribuye por Ucrania, Chequia, Kazajistán, Rusia europea, Polonia y Eslovaquia. Mide 9-14 milímetros de longitud. El período de vuelo ocurre en los meses de junio, julio y agosto.